# Ė
Ė ė is de negende letter in het Litouwse alfabet.
De letter werd bedacht door Daniel Klein, de auteur van de eerste grammatical van het Litouws. De letter wordt in het Litouws uitgesproken als de e in bijvoorbeeld het woord deed.
De letter wordt ook gebruikt om de Э э uit het Cyrillisch alfabet te vertalen naar het Latijns alfabet.

## Voetnoten
1. ↑  The Lithuanian Language: Traditions and Trends, Giedrius Subačius. Gearchiveerd op 8 februari 2012. Geraadpleegd op 5 oktober 2008.